# Glenn Anders
Glenn Anders (1er septembre 1889 – 28 octobre 1981) est un acteur de théâtre américain, partenaire de scène de toutes les plus grandes actrices s'étant produites à Broadway dans les années 1920 et 1930 ; il participe également à des productions comme Strange Interlude (1928), aux côtés de Lynn Fontanne et La Dame de Shanghai (1948) avec Rita Hayworth.

## Filmographie
- 1934 : Avec votre permission (By Your Leave) de Lloyd Corrigan
- 1951 : Symphonie en 6.35 (Behave Yourself!) de George Beck